# 時偕行
時偕行（1555年—？），字汝徤，號乾所，直隸蘇州府嘉定縣人，民籍，明朝政治人物。

## 生平
萬曆元年（1573年）癸酉科應天府鄉試第七十八名，萬曆十一年（1583年）癸未科會試第二百三十五名，登三甲第一百四十七名進士。禮部觀政，本年授河南确山縣知縣，丁憂，十四年補任浙江长兴县知县。十五年丁憂，十七年復除诸暨知縣，二十年調定海縣，二十一年升四川道御史，二十二年巡视西城，二十三年巡按山西，因管城忤旨贬官，降廣西合浦縣典史。

## 家族
曾祖時鈇；祖父時本；父時恩。母沈氏。具庆下。